# Primera parte del Espejo de príncipes y caballeros
La Primera parte del Espejo de príncipes y caballeros es un libro de caballerías español, escrito por Diego Ortúñez de Calahorra y publicado por primera vez en Zaragoza en 1555. Se divide en tres libros.
El autor, oriundo de Nájera (La Rioja), dedicó su obra a Martín Cortés, segundo marqués del Valle de Oaxaca e hijo del conquistador de México Hernán Cortés. 
Con esta obra se inició el ciclo caballeresco del Espejo de príncipes y caballeros o del Caballero del Febo.

## Argumento
El cervantista norteamericano Daniel Eisenberg , principal estudioso de la obra, resume del siguiente modo el argumento de sus tres libros:

### Libro primero
Trebacio es elegido emperador de los griegos (I, 1). Su elección provoca la invasión de Tiberio, rey de Hungría, que pretendía por herencia la corona griega. Tiberio ofrece la mano de su hija Briana al príncipe inglés Teoduardo, a cambio de auxilio militar (I, 2). Al rechazar Trebacio el ataque de Tiberio, oye hablar de Briana, y se enamora de ella aunque no la ha visto (I, 3). Para evitar que Teoduardo se case con ella, le mata cuando viaja por un camino poco poblado (I, 4-5). Fingiendo ser Teoduardo, Trebacio se casa con Briana, y engendran a sus dos hijos mayores, el Caballero del Febo y Rosicler (I, 6-7). Cuando se separa de Briana, un barco encantado le lleva a la ínsula de Lindaraja, donde la magia le obliga a enamorarse de ella, y de su amor nace una hija, también llamada Lindaraja (I, 8-9). Mientras tanto, nacen de Briana dos hijos gemelos, el Donzel del Febo y Rosicler (I, 11-12). Según sugerencia de Clandestria, doncella de Briana, fingen que son hijos de una mujer del pueblo, a quienes Briana lleva a criar al monasterio donde vive (I, 14). Briana pierde al Donzel del Febo, llevado por un barco pequeño de la misma manera que su padre (I, 15), pero le halla Florión, rey de Persia, quien había perdido recientemente su reino ante el invasor Africano (I, 16). Florión también recoge del pirata Mambriniano al príncipe Claberindo de Francia (I, 17). Estos dos, juntos con Brandizel, hijo de Florión, se crían en la corte del tío de Florión, el sultán de Babilonia (I, 18). A la edad de doce años, el Donzel del Febo mata al jayán Brandafilio, quien, por una enemistad heredada, estaba a punto de raptar al sultán y a su hija (I, 19). A la edad de dieciséis años, pide ser armado caballero para poder salvar a cierta Radamira del malvado Rajartes (I, 20), a quien mata (I, 21). Cuando Africano, no satisfecho con haber usurpado los reinos de Media y Persia, marcha confiadamente a Babilonia y pide su entrega, es el Caballero del Febo quien le mata en duelo y así devuelve Persia a Florión (I, 22-25). Poco después, un barco encantado lleva al Caballero del Febo a partes desconocidas (I, 26).
Mientras tanto, Rosicler, que desea mucho verse armado caballero, sale de casa. Mata a un oso, salvando así a un niño (I, 27-28) y después mata al malvado Argión, que había aterrorizado el Valle de las Montañas pidiendo un tributo de vírgenes (I, 29). Camino de Inglaterra, otro barco encantado le lleva a Artemidoro, «autor», o mejor dicho, historiador (con Lirgandeo) de esta «historia» (I, 30-31). Artemidoro da un caballo a Rosicler, y le lleva a Inglaterra, donde, en un torneo, vence a los gigantes Brandagedeón (I, 32) y Candramarte, cortando a este las manos, manifestando así que será él quien en el futuro librará a la reina Julia de Cataya de dos gigantes (I, 33-34). Cuando Brandagedeón sigue molestando al reino inglés, Rosicler no tiene más remedio que matarle (I, 35-36). Éste sale con sus amigos Bariandel y Liriamandro en busca de aventuras, y pronto se une a ellos Zoílo, que acaba de llegar para participar en el torneo ya concluido (I, 37). Rosicler, durante su estancia en Inglaterra, se ha enamorado de Olivia, hija del rey Oliverio de Inglaterra, y ella de él, aunque no se lo han confesado mutuamente. Ella recibe una carta amatoria de Rosicler, pero solo puede descubrir, en cuanto a su abolengo, la falsedad de que era hijo de una mujer humilde, y por tanto se cree obligada a rechazarle (I, 38-40). Después de que Rosicler ha recibido su carta, y está a punto de cumplir su mandamiento de salir del reino, Olivia descubre que, en realidad, Rosicler es de sangre real, y le escribe una segunda carta, disculpándose por la anterior y pidiéndole que vuelva. Manda a su doncella Fidelia en búsqueda de Rosicler para entregarle la carta (I, 41-42). Sin alcanzarle ésta, Rosicler va a la ínsula de Candramarte, donde, con la ayuda del Caballero del Febo, que llega oportunamente, mata a los dos hijos de Candramarte, y a sus súbditos, cuando tratan de vengar a Candramarte la pérdida de sus manos (I, 43). El hermano de Rosicler es llevado por un barco antes de que éste pueda descubrir su identidad. Rosicler entonces conoce a Arquirosa, y le restituye su reino de Tesalia al matar al usurpador Rolando (I, 47-48). Bariandel, Liriamandro y Zoílo, que salían de Inglaterra en busca de Rosicler, visitan a Claridiana, princesa de Trapisonda (I, 45). Brandizel y Claberindo, que buscan al Caballero del Febo, llegan a Polonia, donde salvan a la hija del rey de un gigante (I, 46).
El Caballero del Febo, que salió tan rápidamente de la isla de Candramarte, llega a la de Lindaraja, donde libra a Trebacio de su encantamiento (I, 44). Trebacio y el Caballero del Febo salen de la isla y vuelven en barco a Hungría, llegando a tiempo de librar a Clandestria de unos caballeros malos (I, 49). Pensando que Tiberio, aunque quisiera, no podría consentir en las bodas de su hija con el asesino de Teoduardo, Trebacio y el Caballero del Febo concluyen que seria más fácil, por el momento, simplemente robar a Briana y llevarla a Grecia. Mientras tanto, el Caballero del Febo, a petición de unas mujeres que encuentra, va a la corte de Tiberio para defender la honra de Elisandra, duquesa de Panonia, prometiendo ir después a Grecia (I, 50). En el camino de Ratisbona, donde en este momento está ubicada la corte de Tiberio, conoce a una tonta que le obliga a defender su hermosura contra Florinaldos, que mantenía la de su señora Albamira, en un puente cerca de Ratisbona. Al vencer a Florinaldos, incurriendo así en su enemistad (I, 52), el Caballero del Febo sigue su camino hasta llegar a Ratisbona, donde lucha con Aridón de la Selva Negra, el cual había acusado a Elisandra de adulterio, a petición de su marido, que quería su ducado para sí. El Caballero del Febo vence a Aridón, y, confesado lo tramado, Tiberio hace matar a Aridón y al marido de Elisandra (I, 53-54).

### Libro segundo
Trebacio y Briana, después de una reunión feliz, salen en secreto del monasterio donde ésta vivía, y llegan a Constantinopla, donde son bien recibidos (I, 55-II, 2). Florinaldos busca ocasión de luchar con el Caballero del Febo, que había quedado en la corte de Tiberio para saber cómo iba a recibirse el rapto de Briana. Los dos son encarcelados (II, 3). Florinaldos desafía al Caballero del Febo a resolver sus diferencias por la espada, pero éste le vence. El Caballero del Febo tiene entonces que huir, y se pone camino de Constantinopla para ver a Trebacio, como había prometido. En cierto lugar libra a Augusta, esposa de Tiberio, a quien habían robado, como venganza, unos parientes de Aridón y del marido de Elisandra (II, 8-9). Por haber salvado a cierta muchacha, recibe dos escuderos (II, 10). Florinaldos trata de cogerle en una trampa, pero el Caballero del Febo le vence por tercera vez y le recibe en su servicio, mandándole a buscar a Claberindo (II, 15-16 ).
Rosicler, en Rusia en busca de aventuras, entra en la cueva de Artidón, librando a la reina Artidea (II, 4-5). Claberindo vuelve a Francia y se reúne con sus padres, después de matar al gigante Brandafuriel (II, 6-7). Bariandel, Liriamandro y Zoílo salen de Trapisonda para continuar la búsqueda de Rosicler. Entran en el reino de Lucicania y ayudan a la reina Lavinia a rechazar una invasión del rey de Valaquia. Aunque son hechos prisioneros (II, 12-14), antes de que puedan ser muertos, llega por casualidad Rosicler, que ha salido de Rusia, y les libra. Los cuatro vencen al rey de Valaquia (II, 17). Rosicler, que no se ha dado a conocer, sale en barco hacia Alejandría, pero, desviado por el mal tiempo, llega a Fenicia, donde salva a Sacridoro, rey de Antioquía, y le ofrece su ayuda para recobrar su reino. Antes de llegar a Antioquía, son atacados por salvajes, y un monstruo lleva a Rosicler al fondo de una fuente o estanque (II, 18-19). Bariandel, Liriamandro y Zoílo llegan y saben por Sacridoro que Rosicler había -aparentemente- muerto, y deciden volver a casa. Sacridoro, manifestando su gran amistad por Rosicler, se tira en la fuente tras él (II, 20).
El Caballero del Febo, camino de Grecia, conoce a los gemelos Lindabrides y Meridián, que van en un vehículo insólito (II, 21). Se enamora de aquella y vence a éste, ganando así derecho a la mano de Lindabrides y al imperio de Tartaria (II, 22), cuando haya ido a Constantinopla y haya defendido su hermosura contra todo aquel que la niegue, por espacio de dos meses, lo cual hace (II, 23-25). Pero cuando Bariandel, Liriamandro y Zoílo llegan para contar la supuesta muerte de Rosicler, los torneos tienen que suspenderse (II, 28). Mientras tanto, Claridiana, viendo un cuadro del Caballero del Febo, se enamora de él, y sale para Constantinopla para verle (II, 26). Florinaldos halla a Claberindo, y sale con él (y Brandizel) para Constantinopla (II, 29). Rosicler y Sacridoro, al fondo de la fuente, se hallan en un gran valle, donde aquel libra a Luzindo, hijo del rey que había robado a Sacridoro su reino. Luzindo y su padre, en gratitud, devuelven su reino a Sacridoro (II, 27). Sacridoro y Rosicler salen para Grecia , donde éste mata al gigante Mandraco (II, 30-31). Como los torneos se reanudan, llega Claridiana para justar con el Caballero del Febo, que se enamora sin remedio de ella (II, 32-33). Sigue una lucha extraordinaria entre Rosicler y el Caballero del Febo, sin que gane ninguno (II, 34-35), pero después los dos se reconocen como hermanos, y Trebacio y Briana se reúnen con sus hijos perdidos, con gran alegría (II, 36).
Rodarán, rey de la Arabia Feliz, se jacta ante Alicandro, emperador de Tartaria, diciendo que él solo vencerá a todos los caballeros de Grecia, reino que, según los pronósticos, será problema para Tartaria. Cuando llega a Grecia, aparece en la corte de Trebacio para desafiar a sus caballeros (II, 37-38). Vence honradamente a dos de ellos (II, 39), pero entonces, valiéndose de engaño, vence y toma preso a Brandizel (II, 40), Sacridoro (II, 41) y Rosicler (II, 42). Sale para luchar con él el Caballero del Febo, pero en el camino conoce a Liseo, rey de Lidia, que busca ayuda para expulsar de su reino al rey de Arcadia. Creyendo más urgente el problema de Liseo, el Caballero del Febo va a Lidia para ayudarle (II, 44-45, 48). Cuando Trebacio mismo va para justar con Rodarán, él también es hecho preso. Rodarán sale por mar para Tartaria con los presos (II, 46), pero por azar llega a Lidia, donde el Caballero del Febo le vence, y los griegos capturados son librados (II, 49-50). Vueltos todos a Constantinopla, de Trebacio y Briana nace otro hijo (II, 52). Lindabrides obliga al Caballero del Febo a volver con ella a Tartaria, pero Claridiana manda a su doncella Arcania que les acompañe, con propósito de averiguar si entre ellos nace el amor (II, 53). Por el camino, pasan por las ruinas de Troya, donde el Caballero del Febo vence a Oristedes, descendiente de los troyanos, quien se hace su amigo y les acompaña (II, 55, 61).
Rosicler y Sacridoro salen de Constantinopla y encuentran a Fidelia, doncella de Olivia, que da a Rosicler la carta en que Olivia se disculpa, y por consiguiente van de prisa a Inglaterra (II, 54). Al descubrir que Oliverio está a punto de obligar a su hija a casarse con Sacridoro, para obtener la ayuda de éste en su proyectada campaña contra los griegos (para vengar la muerte de Teoduardo), Rosicler y Sacridoro, en atrevida maniobra, roban a Olivia de la ceremonia nupcial y alzan velas para Grecia con ella (II, 56-60). Claberindo y Brandizel, que se aburren en Constantinopla, salen en busca de aventuras. El tiempo les complace con un naufragio. Aquel se encuentra en la costa de la ínsula de Lindaraja, donde se enamora de Lindaraja (hija de aquella que había enamorado a Trebacio) (II, 62), mientras éste llega a la costa de Polonia, donde se casa con su amada Clarinea (II, 63).

### Libro tercero
El Caballero del Febo llega a Neptaya, capital del imperio de Alicandro, y está a punto de casarse con Lindabrides, cuando Arcania le recuerda que está traicionando a Claridiana. Sale en el acto para Trapisonda, muy avergonzado (II, 64-III, 1). Mientras Oristedes le defiende y le acompaña en su viaje, muchos de la corte de Alicandro piensan en la venganza (III, 2). Claridiana, mientras tanto, sabiendo que sus padres habían muerto, vuelve a Trapisonda para ser coronada emperatriz (III, 3), y cuando Arcania llega para decirle que el Caballero del Febo va a casarse con Lindabrides, experimenta un gran dolor (III, 5). Mientras Rosicler navega para Grecia con Olivia, una tempestad permite a Silverio alcanzarles, pero Rosicler se libra, gracias a la ayuda de su hermano, quien, después de muchas aventuras (III, 4), había sido desviado de su camino por la misma tempestad (III, 6). Silverio vuelve, vencido, a Inglaterra, mientras Rosicler, el Caballero del Febo y muchos de sus amigos, que les habían acompañado, llegan a Constantinopla, donde son recibidos con mucha alegría (III, 7). Silverio y los ingleses traman venganza por el robo de Olivia (III, 8), y Lindabrides también pide venganza a su padre; su corte está de acuerdo (III, 9-10). Claridiana aparece de incógnita en Constantinopla, y lucha infructuosamente con el Caballero del Febo (III, 11). Cuando él se da cuenta de quién es su adversario, de vergüenza sale de la corte. Mientras vaga por las selvas de Grecia encuentra a Brandimardo, hijo de Africano, que busca venganza. El Caballero del Febo le vence (III, 12). Poco después, se embarca para salir de Grecia, y una tempestad dirige su barco a la ínsula Solitaria, donde vive el monstruoso fauno. Abandona a sus escuderos, desembarca allí y mata al fauno, pensando acabar su vida en aquella isla deshabitada (III, 14-15). Claridiana, cuando descubre que el Caballero del Febo no se había casado con Lindabrides, no sabe qué creer y sale para la cueva oracular de Artidón, donde espera saber la verdad (III, 16).
Lirgandeo, que puede, hasta cierto punto, pronosticar el futuro, aconseja a Trebacio que se prepare para una invasión (III, 13), la cual no tarda en llegar. Alicandro y su ejército se dirigen a Grecia (III, 17), y Trebacio, habiéndose preparado lo mejor que puede (III, 18), resiste a las fuerzas de Alicandro en una batalla indecisa, cuando éstas llegan (III, 20). Todos los aliados de Trebacio llegan para ayudarle (III, 21), y tiene lugar una segunda batalla (III, 22). Llega Meridián, además de Brandimardo, para ayudar a su padre Alicandro (III, 23). Cuando las tropas de Oliverio y Silverio llegan de Inglaterra. Rosicler, hábilmente, les engaña para que luchen con las fuerzas de Alicandro, pero en determinado momento salva la vida a Oliverio y a Silverio. Como resultado, Inglaterra y Grecia se reconcilian, y las fuerzas inglesas vienen a ayudar a Trebacio contra las de Alicandro. Silverio recibe la mano de Arquirosa, reina de Tesalia, en lugar de la de Olivia (III, 24-25).
Bramarante, caballero salvaje de la corte de Alicandro, decide desafiar a algunos de los griegos a batalla personal para demostrar su fuerza corporal. Otros de la corte no piensan que puedan hacer menos, y el número de los partidarios de Alicandro llega a quince, frente a quince de los de Trebacio (III, 26). Durante el combate, doce de los de Trebacio vencen o matan a sus opuestos, y sólo tres batallas tienen que dejarse para concluirse después: la de Rosicler con Bradamán, padre de Bramarante (que no participó, ofendido porque no saldría contra él más de un griego a la vez), Claberindo con Meridián y Oristedes con Brandimardo (III, 30). Pero antes de concluir las batallas, Bramarante, enojado con Meridián y Brandimardo porque no le apoyaron cuando exigió luchar con varios a la vez, los llama una mañana fuera del real para luchar con ellos. Su padre Bradamán está a punto de ayudarle cuando llega Rosicler para llevar a término su batalla (III, 31). Mientras tanto, Claridiana ha llegado a la cueva de Artidón y ha quedado satisfecha respecto a la fidelidad del Caballero del Febo (III, 27). Así, pues, sale para la ínsula Solitaria. Pronto la halla, y los dos amantes se reúnen felizmente (III, 28-29). Como Claridiana sabe cuánta falta le hacen a Grecia sus caballeros, salen inmediatamente para Constantinopla, librando por el camino a los dos escuderos del Caballero del Febo de manos de piratas (III, 32). Llegan a Grecia en el momento en que Bramarante lucha con Meridián y Brandimardo, y el Caballero del Febo, enojado por la soberbia de Bramarante, combate con él y le hace perder el sentido. Rosicler entre tanto mata a Bradamán (III, 33). Cuando Bramarante descubre la muerte de su padre, blasfema contra sus dioses paganos, y va por el real tártaro destruyendo ídolos, hasta que Alicandro le aplaca (III, 36).
El Caballero del Febo se reúne con los griegos (III, 34), y Lindabrides y él se escriben (III, 35). Cuando llega más ayuda para los griegos (III, 37), ellos y las fuerzas de Alicandro se juntan para la batalla decisiva, que termina en victoria definitiva para los griegos (III, 38). Cuando huyen Alicandro y Lindabrides, una tempestad les echa a la ínsula de Roboán, donde éste les hace presos (III, 39). El Caballero del Febo les sigue, y vence a Roboán y sus hijos (III, 40). Rosicler llega poco después y libra a la reina Julia, que, algo inesperadamente, revela ser una de las doncellas de Lindabrides. Rosicler, el Caballero del Febo, Alicandro y Lindabrides tienen una feliz reunión, Roboán y sus hijos se hacen cristianos (III, 41), y todos vuelven a Grecia (III, 42). Trebacio envía a Rosicler y Liriamandro para pedir a Tiberio, rey de Hungría, que venga para participar en las festividades (III, 43), pero cuando llegan allá, tienen primero que mantener en batalla la honra de Policena contra Roberto (III , 44-45). Entonces Tiberio se reúne con su hijo Liriamandro y todos van a Constantinopla (III, 46). Artemidoro y Lirgandeo tienen lástima de Lindabrides, que todavía no sabe si el Caballero del Febo la quiere, y la encierran en una torre encantada, donde vivirá en olvido feliz hasta que un caballero tenga valentía suficiente para librarla. Ninguno de los de la corte puede hacerlo (III, 48-49). Claramante, tercer hijo de Trebacio y Briana, se ha criado en la corte durante todo este tiempo, y parece que va a salir tan magnífico como sus hermanos (III, 47). Pero un día, cuando sale la corte a cazar, unos rezagados del ejército vencido de Alicandro le hacen preso y le llevan hacia Tartaria (III, 51). El Caballero del Febo y Claridiana prometen casarse, y llega su amor a su consumación, engendrando un hijo (III, 50).

## Ediciones en español
La obra de Ortúñez alcanzó una notable popularidad. Además de la edición princeps, impresa en Zaragoza en 1555 por Esteban de Nájera, en 1562 hubo otra en la misma ciudad, impresa por Miguel de Guesa, y en 1579 otra, impresa por Juan Soler. En 1580 apareció en Alcalá de Henares una nueva edición, impresa por Juan Íñiguez de Lequerica, acompañada por la Segunda parte de Pedro de la Sierra. En 1583 hubo una más en Medina del Campo, impresa por Francisco del Canto. La última edición de la época apareció en Zaragoza en 1617, impresa por Juan de Lanaja y Quartanet.
El cervantista Daniel Eisenberg publicó en 1975 en la colección Clásicos Castellanos (Espasa Calpe, Madrid) una edición cuidadosamente anotada de la Primera parte del Espejo de príncipes y caballeros, en seis tomos. 

## Traducciones
La Primera parte del Espejo de príncipes y caballeros fue el primer libro de caballerías español traducido al inglés. Fue traducido por Margaret Tyler y se publicó en Londres en 1578, con reimpresiones en 1580 y 1599. 
La obra fue traducida al italiano por el gentilhombre español Melchor Escapa de Villarroel, oriundo de León, y publicada en tres volúmenes en Venecia entre 1601 y 1610, en la imprenta de los herederos Altobello Salicato, con el título de Lo specchio de prencipi e cavalieri, nel quale in tre libri si raccontano le inmortali prodezze del cavaliere del Febo e Rosicler, figliuoli del gran Trebatio, imperator di Constantinopoli. 
Además la tradujeron al francés François de Rosset y Louis Douet, y fue publicada en París en 1617, con reimpresiones en 1620, 1643, y una en Londres, sin fecha; en una versión abreviada de J. B. Torchet de Boismelé, se imprimió en París en 1740, y se reimprimió en Ámsterdam en 1750 y 1769. Se tradujo por segunda vez al francés en una versión libre y abreviada por M. A. R. Voyer d'Argenson, el marqués de Paulmy y A. G. Contant d'Orville, y se publicó en Ámsterdam y París en 1780, en dos tomos, el primero de los cuales es una síntesis de las obra de Ortúñez de Calahorra y las continuaciones de Pedro de la Sierra y Marcos Martínez. En el segundo tomo se resumieron varios de los principales libros españoles e italianos del ciclo de Amadís de Gaula y la conclusión del Espejo de príncipes contenida en la tercera parte de la obra de Gilbert Saulnier Duverdier, Le Romant des Romans, où on verra la suite et la conclusion de Don Belianis de Grèce, du Chevalier du Soleil, et des Amadis (París, 1629). En esta versión, que se tradujo al alemán, en parte por Wilhelm C. S. Mylius, y se publicó en Leipzig entre 1781 y 1783, se enlaza el ciclo del Espejo de príncipes y caballeros con el de Amadís de Gaula, presentando al rey Lisuarte de Gran Bretaña, padre de Oriana y suegro de Amadís, como descendiente de Rosicler, el hermano gemelo del Caballero del Febo.

## Continuaciones
La obra de Ortúñez de Calahorra fue continuada por Pedro de la Sierra en la Segunda parte del Espejo de príncipes y caballeros, impresa en Alcalá de Henares en 1580. En la Tercera parte de Le Romant des romans, el último de los amadises franceses, escrito por Gilbert Saulnier Duverdier, intervienen brevemente el Caballero del Febo y varios de sus parientes.
Gran parte de la obra de Ortúñez de Calahorra fue plagiada por Esteban Corbera en su obra Febo el troyano (1576).

## Influencia en Cervantes
Miguel de Cervantes conoció bien la Primera parte del Espejo de príncipes, a cuyo protagonista hay varias referencias en El ingenioso hidalgo don Quijote de la Mancha. Entre las poesías que anteceden a la obra hay un soneto atribuido al Caballero del Febo, y en el primer capítulo de la primera parte se dice que Maese Nicolas, barbero de la aldea de don Quijote, consideraba que ninguno de los héroes de los libros de caballerías "igualaba al Caballero del Febo". El cervantista Daniel Eisenberg descubrió notables semejanzas entre la aventura de la cueva de Artidón narrado en la obra de Ortúñez de Calahorra y el episodio de la cueva de Montesinos relatado en la segunda parte del Quijote.